# Brandon Parva
Brandon Parva är en by i civil parish Brandon Parva, Coston, Runhall and Welborne, i distriktet South Norfolk, i grevskapet Norfolk i England. Byn är belägen 7 km från Wymondham. Brandon Parva var en civil parish fram till 1935 när blev den en del av Runhall. Civil parish hade 111 invånare år 1931. Byn nämndes i Domedagsboken (Domesday Book) år 1086, och kallades då Brandim.